# Antonius Brugmans
Antonius Brugmans (Hantum, 22 oktober 1732 - Groningen, 27 april 1789) was een Nederlands 
hoogleraar wijsbegeerte aan de Universiteit van Franeker en hoogleraar wiskunde en natuurkunde aan de Rijksuniversiteit Groningen. Tussen 1770 en 1771 was hij rector magnificus van de Rijksuniversiteit Groningen. Hij ontdekte in 1778 het diamagnetisme van bismut.

## Biografie
Antonius Brugmans werd in 1732 geboren in het Friese dorp Hantum als zoon van de predikant aldaar Pibo Brugmans (1697-1767) en Petronella Wiersma (1694-1777). Zijn vader studeerde theologie in Franeker. Reeds in 1746 had hij de Latijnse school te Dokkum doorlopen om op 14-jarige leeftijd te beginnen met een studie in Franeker. Hij promoveerde toen hij 18 was en volgde zijn leermeester Johann Samuel König in 1749 naar Den Haag. Na het vertrek van Petrus Camper uit Franeker werd Brugmans beroepen als hoogleraar filosofie aldaar. In 1767 aanvaardde hij het hoogleraarschap wis- en natuurkunde aan de universiteit te Groningen. In 1770 trad hij aan als rector magnificus van de universiteit. In 1771 werd hij opgevolgd als rector door Gerardus Kuypers.
Brugmans was onder meer lid van het genootschap Pro Excolendo Jure Patrio. In 1771 werd hij lid van de Hollandse Maatschappij der Wetenschappen. Zijn belangrijkste bijdragen heeft hij geleverd op het gebied van magnetisme. Brugmans overleed in 1789 aan de gevolgen van een sarcoom. Hij was toen woonachtig in de Folkingestraat.

## Huwelijk en kinderen
Brugmans trouwde in 1761 te Delft met Johanna Frederika Manger (1734-1811), dochter van Sebald Godfried Manger, predikant te Goes en Delft. Samen kregen zij vijf kinderen: 
1. Sebald Justinus Brugmans (1763-1819), arts, natuuronderzoeker en hoogleraar te Franeker en later te Leiden.
2. Petronella Louisa Brugmans (1766-1837), trouwde met Carolus Boers, hoogleraar te Leiden. Zij hertrouwde met Cornelis Hendrik Emmen, advocaat, secretaris en later stadsrentmeester te Groningen.
3. Pibo Antonius Brugmans (1769-1851), oranjegezind advocaat en bestuurder te Amsterdam. Hij trouwde met  Anna Rijsendaal uit Amsterdam.
4. Eva Justina Brugmans (1773-1845), trouwde met Johannes Rutgers, dominee te Groningen.
5. Sara Brugmans (1776-1833), trouwde met Abel Viëtor Haenenberger, advocaat te Beerta. Zij hertrouwde met Meint Beekhuis uit Winschoten.

## Bibliografie

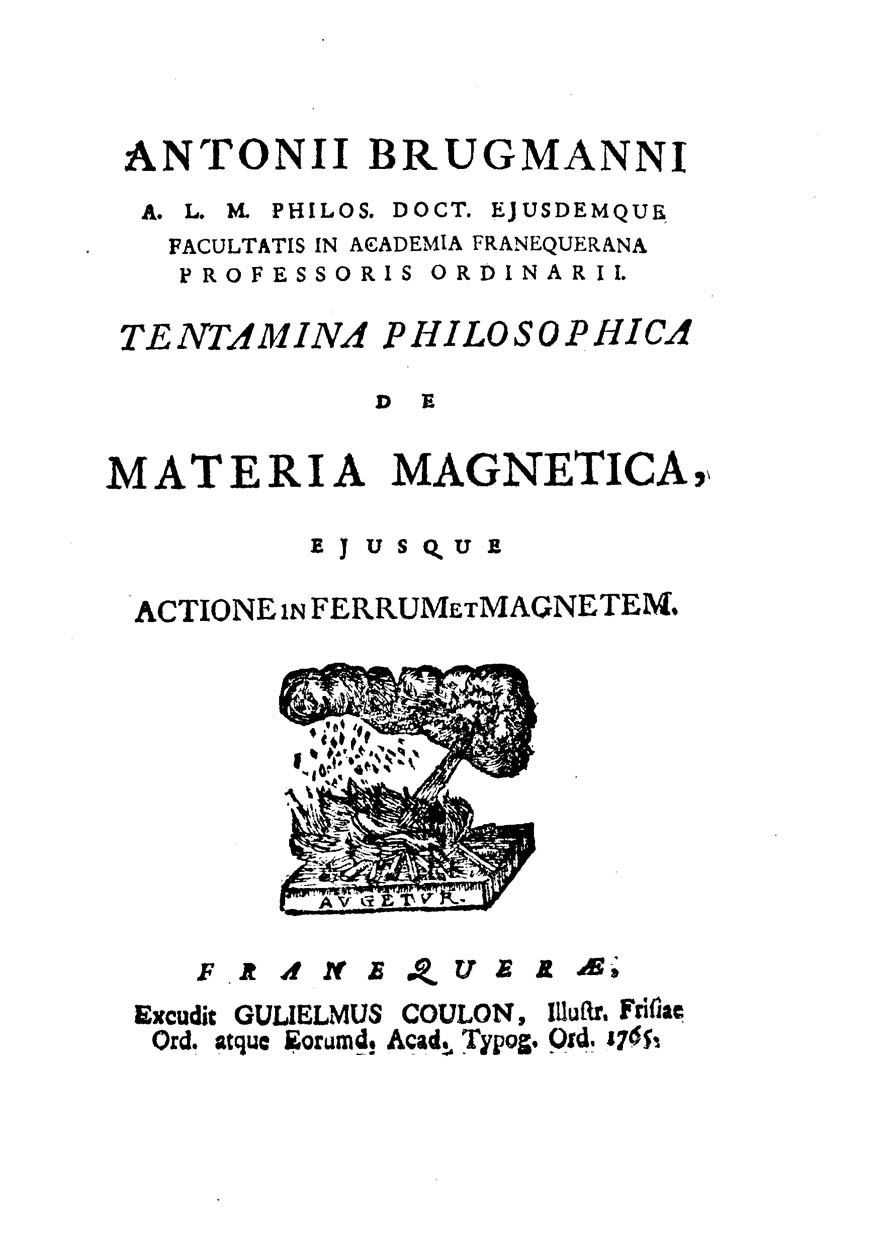
Tentamina philosophica de materia magnetica eiusque actione in ferrum et magnetem, 1765